# Parc national de la montagne Dajti
Le parc national de la montagne Dajti (également appelé parc national du mont Dajti) (en albanais : Parku Kombëtar je Malit të Dajtit ou Parku Kombëtar je Dajtit) est un parc national d'Albanie. Il est situé à 26 km à l'est de la capitale et à 50 km à l'est de l'aéroport international de Tirana. Le parc a une superficie de 293 km² (29 384 ha), il est très fréquenté de par sa proximité avec la capitale, et est d'ailleurs considéré comme le « Balcon naturel de Tirana ».

## Géographie et faune

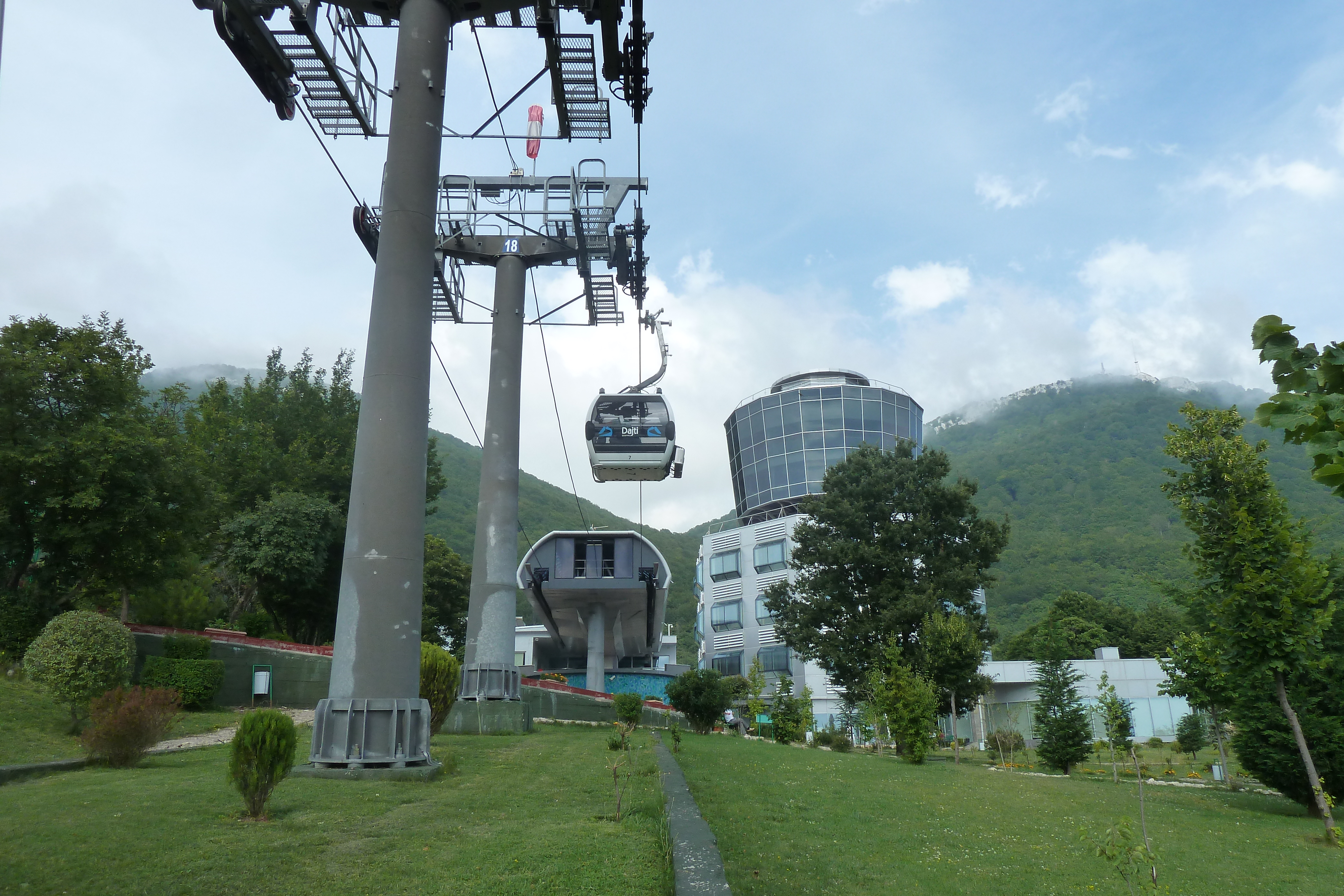
Dajti-Express, Tirana. Complexe au sommet.

La montagne Dajti et la montagne Priska (1353 m) au sud, ainsi que la montagne Brari au Nord constituent le parc national. Les 33 km² (3300 ha) de protection initiale ont été étendus le 21 juin 2006, puis à plusieurs reprises, pour représenter actuellement une zone centrale de 90 km² (9 000 ha). En plus des forêts et des paysages de montagne, comptant de nombreuses fleurs sauvages, de nombreux mammifères sont protégés. On trouve notamment des sangliers, des loups, des renards, des lièvres européens, des ours bruns et des chats sauvages. Le chêne domine autour de 1 000 mètres d'altitude, au-delà ce sont les forêts de hêtres et de conifères. Sur les sommets il n'y a presque pas de végétation.  

## Attractions
La montagne de Brari, au nord, fait également partie de la zone protégée. Elle est située près du village de Brar, qui abrite le canyon de Brari, le pont ottoman de Brari, et une grotte. L'une des principales sources d'eau de Tirana, le lac Bovilla est situé au nord-est du village de Brari. Sur l'autre extrémité du parc, le long de la rivière Erzeni, se trouvent l'impressionnante grotte Pellumbas, le canyon Erzeni, ainsi que le barrage Peshkashesh. Une autre attraction naturelle est la spectaculaire cascade Shengjini (Ujvara e Shengjinit) située à proximité du village de même nom. Il existe aussi une aire protégée à l'est du parc, appelé le paysage protégé « Mali m'Gropa-Biza-Martaneshi », avec des prairies de montagne, des forêts, et plusieurs sources d'eau minérale. Avant les années 1990, cette zone était l'un des lieux où les opposants du régime communiste ont été arrêtés durant le communisme en Albanie. 

## Infrastructures
La montagne Dajti peut être atteinte à travers une étroite route de montagne asphaltée dans le secteur de Fusha e Dajtit. C'était l'emplacement d'un camp d'été, mais maintenant, c'est le site de nombreux restaurants et émetteurs radio et TV. À partir de cette petite zone, il y a une excellente vue sur Tirana et sa plaine. C'est la raison pour laquelle ce lieu a été nommé le Balcon de Tirana. Depuis juin 2005, les randonneurs et les visiteurs de la montagne peuvent utiliser une télécabine, le Dajti Ekspres, construite par des Autrichiens, partant de l'est de la périphérie de Tirana jusqu'à Fusha e Dajtit (Plaine de Dajti) à 1 050 mètres d'altitude. Sur le sommet du mont Dajti, il y a plusieurs émetteurs de radio et de télévision.
Dernièrement[évasif], des traces de peuplements préhistoriques ainsi que des fortifications de périodes ultérieures ont été découvertes dans la région.

## Problèmes environnementaux
Un grave problème environnemental sur la montagne Dajti est le traitement des ordures ménagères. C'est en partie dû à la présence de restaurants et d'hôtels qui laissent des détritus partout puisqu'il y a peu de poubelles dans la région.[réf. nécessaire] Un autre problème majeur sur la montagne est la déforestation. Pour cela, les responsables sont le ministère de l'Environnement, la municipalité de la région, les forestiers (rangers) et les gens qui vivent dans la région. La pollution de l'eau du lac et la pollution de l'air causée par les voitures traversant les routes de montagne sont également problématiques.

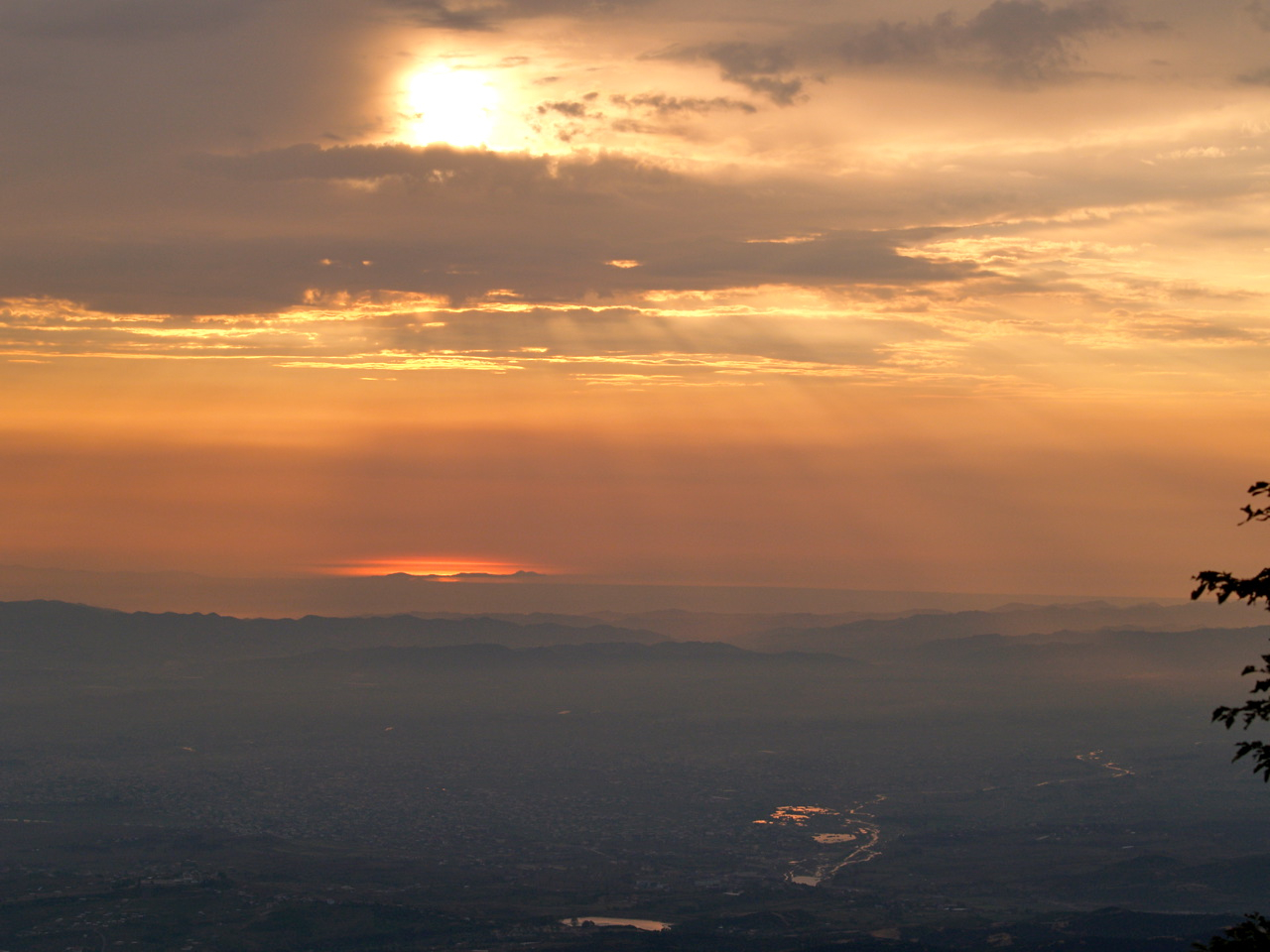
Coucher de soleil sur Tirana.

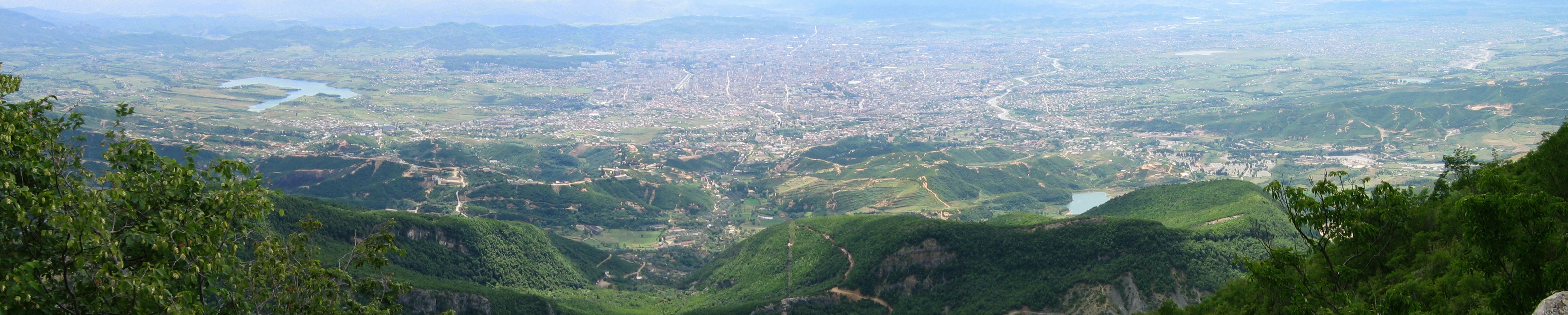
Vue de Tirana depuis Dajti

Le lac Bovillës dans le parc national de la montagne Dajti. Février 2018.